# Sông Ô
Sông Ô (tiếng Trung: 乌江; Hán-Việt: Ô giang; bính âm: Wū Jiāng) là nhánh sông lớn nhất phía nam của sông Dương Tử. Gần như toàn bộ chiều dài của sông (1150 km) nằm trong tỉnh Quý Châu, Trung Quốc.
Con sông chảy qua các địa cấp thị Lục Bàn Thủy, An Thuận, Quý Dương, Kiềm Nam, và Tuân Nghĩa của tỉnh Quý Châu.

## Dòng chảy
Sông Ô Giang khởi nguồn là sông Tam Xá (三岔河) ở phía tây Quý Châu và chảy về phía đông khoảng 350 km (220 mi). Sau đó uốn cong về phía Bắc, Tây và Nam khoảng 300 km (190 mi), hợp lưu với sông Nam Minh (南明河) từ bên phải. Sau đó sông chảy qua một vòng cung lớn ở phía Đông Bắc, đi qua trung tâm tỉnh Quý Châu, hợp lưu với 15 nhánh sông lớn bao gồm sông Uất (郁江), Phù Dung (芙蓉江) và Áp (鸭河) và chảy qua một số đập thủy điện lớn. Sông chảy qua Vu Sơn, Ba Đông, Tỷ Quy, và đổ vào sông Dương Tử tại Phù Lăng, khoảng 50 dặm (80 km) về phía Đông - Đông Bắc Trùng Khánh, trong hẻm núi Ô của Tam Hiệp thuộc sông Dương Tử. Một phần của dòng hạ lưu của dòng sông bị ngập bởi hồ chứa đập Tam Hiệp.

## Dự án trên sông
Sông Ô đã được phát triển rộng rãi để tạo ra thủy điện. Tính đến  năm 2010, các đập dọc theo sông có tổng công suất là 8,500 megawatt (MW).. Đập lớn nhất, cao 232 mét (761 ft) là đập Cấu Bì Than, được hoàn thành vào năm 2011. Bên cạnh việc sản xuất điện, các đập trên sông Wu cũng cung cấp kiểm soát lũ và cung cấp nước cho các hoạt động thủy lợi.
Tính đến  tháng 3 năm 2014, có tổng cộng 10 đập trên sông bao gồm các đập đã hoàn thành, đang được xây dựng hoặc đang lên kế hoạch.
- Đập Đại Khê Khẩu (大溪口水电站) - Đã hủy, 1.200 MW
- Đập Bạch Mã (白马水电站) - Được lập trình, 350 MW
- Đập Ngân Bàn (银盘水电站) - Đã hoàn thành, 600 MW
- Đập Bành Thủy (彭水水电站) - Đã hoàn thành, 1.750 MW
- Đập Sa Đà (沙沱水电站) - Đã hoàn thành, 1.120 MW
- Đập Tư Lâm (思林水电站) - Đã hoàn thành, 1.050 MW
- Đập Cấu Bì Than (构皮滩大坝) - Đã hoàn thành, 3.000 MW
- Đầm Ô Giang Đô (乌江渡水库) - Đã hoàn thành, 1.250 MW
- Đập Tác Phong Danh (索风营水电站) - Đã hoàn thành, 600 MW
- Đập Đông Phong (东风大坝) - Đã hoàn thành, 695 MW

## Cầu

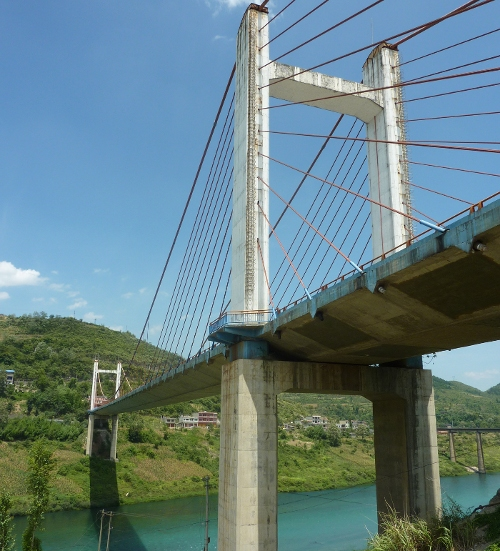
Cầu Tuân Nghĩa bắc qua sông Ô

Có nhiều cây cầu ngoạn mục dọc theo dòng sông Ô:
- Cầu vòm Phù Lăng.
- Cầu sông Phù Lăng–Trùng Khánh.
- Cầu Giang Giới.
- Cầu Tuân Nghĩa.
- Cầu cạn Ô Giang.
- Cầu đường cao tốc Lục Quảng Hà–Tức Kiềm đang được xây dựng.
- Cầu Lục Quảng Hà.
- Cầu đường sắt Áp Trì đang thi công.
- Cầu Áp Trì.
- Cầu đường sắt Nạp Giới Hà.
- Cầu sông Để Mẫu Hà.